# 411vm 33
411vm 33 je triintrideseta številka 411 video revije in je izšla novembra 1998. Na naslovnici je Heath Kirchart.

## Vsebina številke in glasbena podlaga
Glasbena podlaga je navedena v oklepajih.
- Chaos (Siah and Yeshua Dapoed - The Cure for Stagnation)
- Profiles Peter Hewitt (Strung Out - Match Book)
- Wheels of fortune Jeff Lenoce, JP Jadeed (Pete Rock - True Master, Jaywalkers - That Time of Day (again), Black Attack - Correct Technique)
- Rookies Matt Milligan (Fun-da-mental - Mother Africa Feeding Sister India)
- Contests Tampa AM, Glissexpo (The Vents - Undeniable True, April Mmarch - Garcon Glacon)
- Industry Pit Crew Skate Shop (A Tribe Called Quest - Can I Kick it?)
- Metrospective Portland (Erobique - Nochmal Tanzen)
- Road trip Imperial Distribution v Avstraliji, The Firm na poti na Make a Wish, World Industries / City Stars na Havajih (High Fidelity - Cream of Beats (metro mix), Nevermore - Dreaming Neon Black, Gloritone - 9 Summers, Andy Caldwell - Adventures in La La Land)

Glasba v zaslugah je Unsane - Alleged.